# Pesticide génétique
Les pesticides génétiques sont des produits destinés à lutter contre les bioagresseurs des cultures et dont le mécanisme d’action consiste à modifier l’expression d’un ou plusieurs gènes de l’organisme cible,.
La modification peut se faire à l'échelle de l’ADN ou de l’ARN,, par exemple en affectant les mécanismes de transcription ou de traduction. La substance active des pesticides génétiques est souvent une molécule biochimique, telle que des molécules d’acide nucléique (ARN) ou de protide (peptide, protéine), dont la séquence est généralement conçue et déterminée à l’aide d’outils bioinformatiques,,,,.
Différents pesticides génétiques sont en cours de commercialisation ou conceptualisés dans des laboratoires de recherche. Les pesticides à ARN en font partie,. D’autres sont moins avancés, leur faisabilité est étudiée par différents scientifiques.